# 천마신검
"천마신검"은 한국에서 제작된 강대선 감독의 1974년 영화이다. 김정웅 등이 주연으로 출연하였고 강대진 등이 제작에 참여하였다.

## 출연

### 주연
- 김정웅
- 지연란
- 이태룡